# Kyle Allen
Kyle Allen (Scottsdale, 8 marzo 1996) è un giocatore di football americano statunitense che milita nel ruolo di quarterback per i Detroit Lions della National Football League (NFL).

## Carriera

### Carolina Panthers
Dopo non essere stato scelto nel Draft NFL 2018, il 28 aprile Allen firmò con i Carolina Panthers. Fu svincolato il 1º settembre 2018, firmando per la squadra di allenamento il giorno successivo. Il 20 dicembre fu promosso nel roster attivo 2018 per fungere da riserva di Taylor Heinicke dopo che il titolare Cam Newton aveva chiuso la sua stagione per infortunio. Tre giorni dopo debuttò come professionista sostituendo l'infortunato Heinicke e completando 4 passaggi su 4 per 38 yard in due drive prima che lo stesso tornasse in campo alla fine del primo tempo. Partito come titolare nell'ultima partita di campionato passò 228 yard e 2 touchdown nella vittoria sui New Orleans Saints.
Nel terzo turno della stagione 2019 Allen giocò come titolare al posto dell'infortunato Newton portando i Panthers alla prima vittoria stagionale con una gara di alto profilo in cui passò 261 yard e 4 touchdown. Guidò i Panthers a vincere 4 gare consecutive, sino all'ottavo turno perso contro i San Francisco 49ers in cui subì i primi intercetti in carriera. Nel decimo turno passò un nuovo primato personale di 307 yard ma i Panthers uscirono sconfitti in un Lambeau Field innevato.
Il 16 marzo 2020 Allen rinnovò per un anno con i Panthers.

### Washington Football Team
Il 23 marzo 2020 Allen venne ceduto al Washington Football Team in cambio di una scelta del quinto giro del Draft NFL 2020 riunendosi con il suo ex capo-allenatore Ron Rivera. Dopo prestazioni negative di Dwayne Haskins, Allen fu nominato titolare per la gara della settimana 5 contro i Los Angeles Rams ma la sua gara durò meno di un tempo a causa di un infortunio su uno scontro con Jalen Ramsey. La prima vittoria come titolare di Washington fu nel settimo turno contro i Dallas Cowboys. Due settimane dopo contro i New York Giants subì un grave infortunio a una caviglia che gli fece perdere tutto il resto della stagione.

### Houston Texans
Il 23 marzo 2022 Allen siglò un accordo annuale con gli Houston Texans. Dopo che i Texans partirono con il peggior record della NFL, prima della partita della settimana 12 Allen fu nominato nuovo quarterback titolare della squadra al posto di Davis Mills. Nella gara contro i Miami Dolphins passò 215 yard, un touchdown e subì due intercetti, nella netta sconfitta per 30-15. Dopo un'altra sconfitta come partente, Mills nella settimana 14 tornò titolare.

### Buffalo Bills
Il 16 marzo 2023 Allen firmò un contratto di un anno con i Buffalo Bills. Con essi disputò sette partite, nessuna delle quali come titolare, non tentando alcun passaggio.

### Pittsburgh Steelers
Il 1º aprile 2024 Allen firmò un contratto di un anno con i Pittsburgh Steelers.

### Detroit Lions
Il 13 marzo 2025 Allen firmò con i Detroit Lions.. Durante il training camp entrò in competizione con Hendon Hooker per il ruolo di quarterback di riserva del titolare Jared Goff.